# Coop Eesti
Coop Eesti Keskühistu est une association coopérative de consommateurs estonienne à laquelle sont affiliées 18 coopératives régionales, principalement actives dans le secteur de la vente au détail de produits alimentaires.  

## Présentation
Coop Eesti compte au total près de 70 000 clients propriétaires ou membres, ainsi que d'une coopérative centrale qui aide les coopératives régionales à coopérer dans les domaines de l'achat de biens, de la logistique, du marketing et des activités de développement.
En 2023, les coopératives locales de Coop possédaient au total plus de 320 magasins, soit près de la moitié de tous les magasins d'alimentation et de proximité d'Estonie.
Coop est le plus grand détaillant alimentaire d'Estonie. 
La marque Coop comprend 17 Maksimarkets (hypermarchés), 114 Konsums (supermarchés), un certain nombre de petits magasins autrefois appelés A et O, 13 Coop Ehituskeskus et un certain nombre d'autres magasins.
Le Coop Eesti emploie 6 000 personnes. Le siège du groupe est à Soodevahe.
Le chiffre d'affaires net de Coop a augmenté de 7,2 % en 2022 pour atteindre 805,9 millions d'euros.

## Les coopératives
| Coopérative        | Nom                                         | Fondation | Lieu                                                           | Employés | Membres | Magasins |
| ------------------ | ------------------------------------------- | --------- | -------------------------------------------------------------- | -------- | ------- | -------- |
| Coop Abja          | Abja Tarbijate Ühistu                       | 1909      | Comté de Viljandi                                              | 095      | 01723   | 09       |
| Coop Antsla        | Antsla Tarbijate Ühistu                     | 1902      | Comté de Võru                                                  | 070      | 01390   | 07       |
| Coop Elva          | Elva Tarbijate Ühistu                       | 1921      | Comté de Tartu et de Valga                                     | 263      | 12800   | 19       |
| Coop Haapsalu      | Haapsalu Tarbijate Ühistu                   | 1910      | Comté de Lääne                                                 | 140      | 0208    | 09       |
| Coop Harju         | Harju Tarbijate Ühistu TÜ (Coop Harju)      | 1909      | Comté de Harju (dont Tallinn) et Pärnu                         | 730      | 0600    | 26       |
| Coop Hiiumaa       | Hiiumaa Tarbijate Ühistu                    | 1907      | Hiiumaa                                                        | 082      | 01000   | 07       |
| Coop Järva,        | Järva Tarbijate Ühistu                      | 1911      | Comté de Harju, Viru oriental, Järva, Viru occidental et Tartu | 900      | 03470   | 43       |
| Coop Jõgeva        | Jõgeva Majandusühistu                       | 1919      | Comté de Ida-Viru und Jõgeva                                   | 198      | 04283   | 22       |
| Coop Kilingi-Nõmme | Kilingi-Nõmme Majandusühistu                | 1911      |                                                                | 096      | 0594    | 09       |
| Coop Lihula        | Lihula Tarbijate Ühistu                     | 1908      | Comté de Lääne, Pärnu et Rapla                                 | 070      | 01955   | 14       |
| Coop Põlva,        | Coop Põlva Tarbijate Ühistu                 | 1932      | Comté de Põlva, Võru et Tartu                                  | 350      | 0463    | 28       |
| Coop Rapla         | Rapla Tarbijate Ühistu                      | 1904      |                                                                | 200      | 01442   | 14       |
| Coop Saaremaa      | Saaremaa Tarbijate Ühistu                   | 1905      |                                                                | 329      | 0491    | 25       |
| Coop Tartu         | Tartu Tarbijate Kooperatiiv TÜ (Coop Tartu) | 1906      |                                                                | 530      | 37835   | 25       |
| Coop Tõrva         | Tõrva Tarbijate Ühistu                      | 1910      | Comté de Valga                                                 | 110      | 01642   | 10       |
| Coop Vändra        | Vändra Tarbijate Ühistu                     | 1904      |                                                                | 144      | 0690    | 10       |
| Coop Viljandi      | Viljandi Tarbijate Ühistu                   | 1910      |                                                                | 264      | 0533    | 23       |
| Coop Võru          | Võru Tarbijate Ühistu                       | 1911      |                                                                | 258      | 0839    | 18       |

## Coop Pank
La Coop Eesti est également active dans le secteur bancaire depuis l'automne 2017 par l'intermédiaire de sa filiale Coop Pank AS. Cela a été précédé en 2017 par l'achat de la participation majoritaire dans ce qui était alors Krediidipank, dont le propriétaire majoritaire était auparavant la Banque de Moscou.

## Galerie

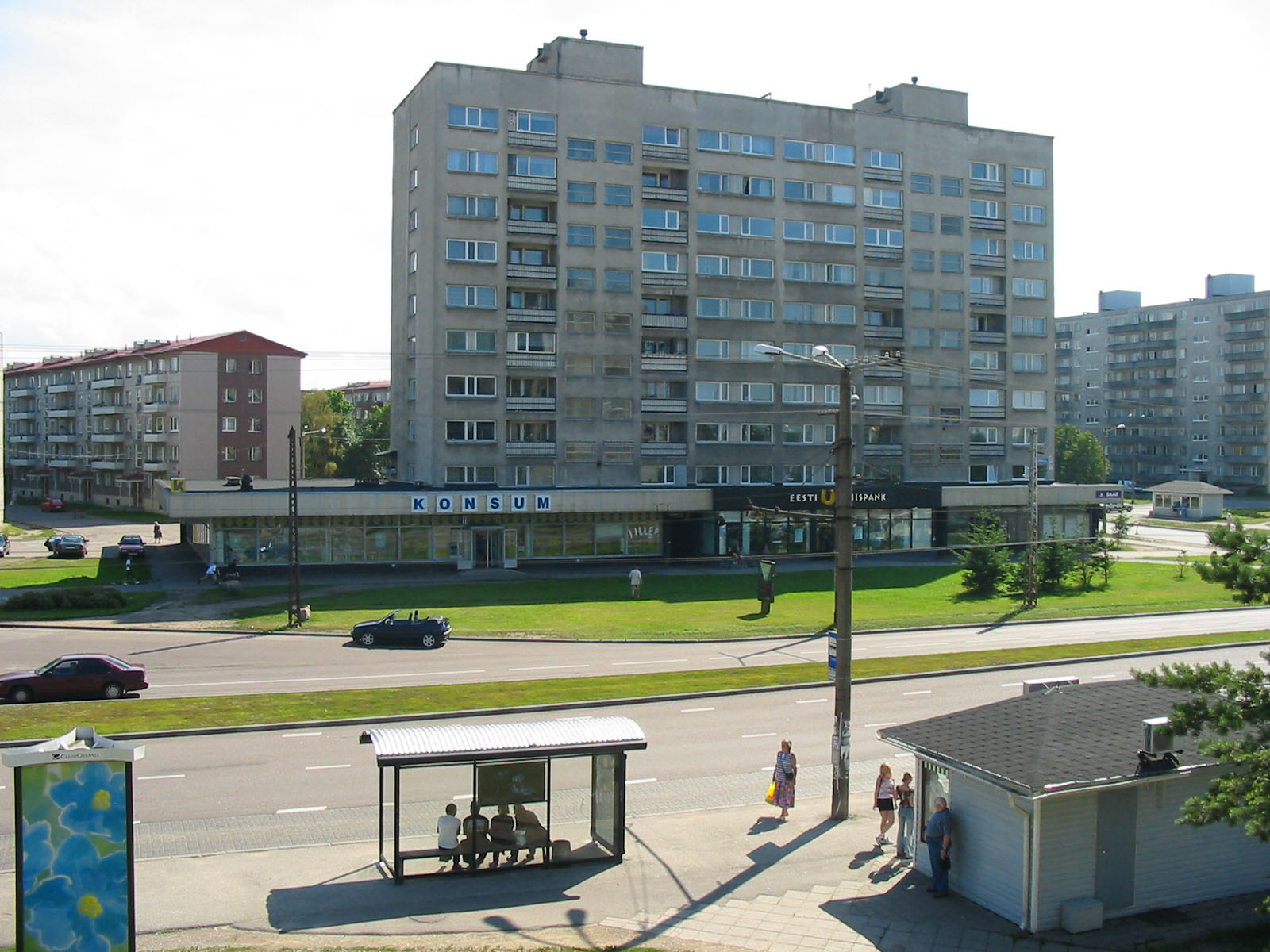
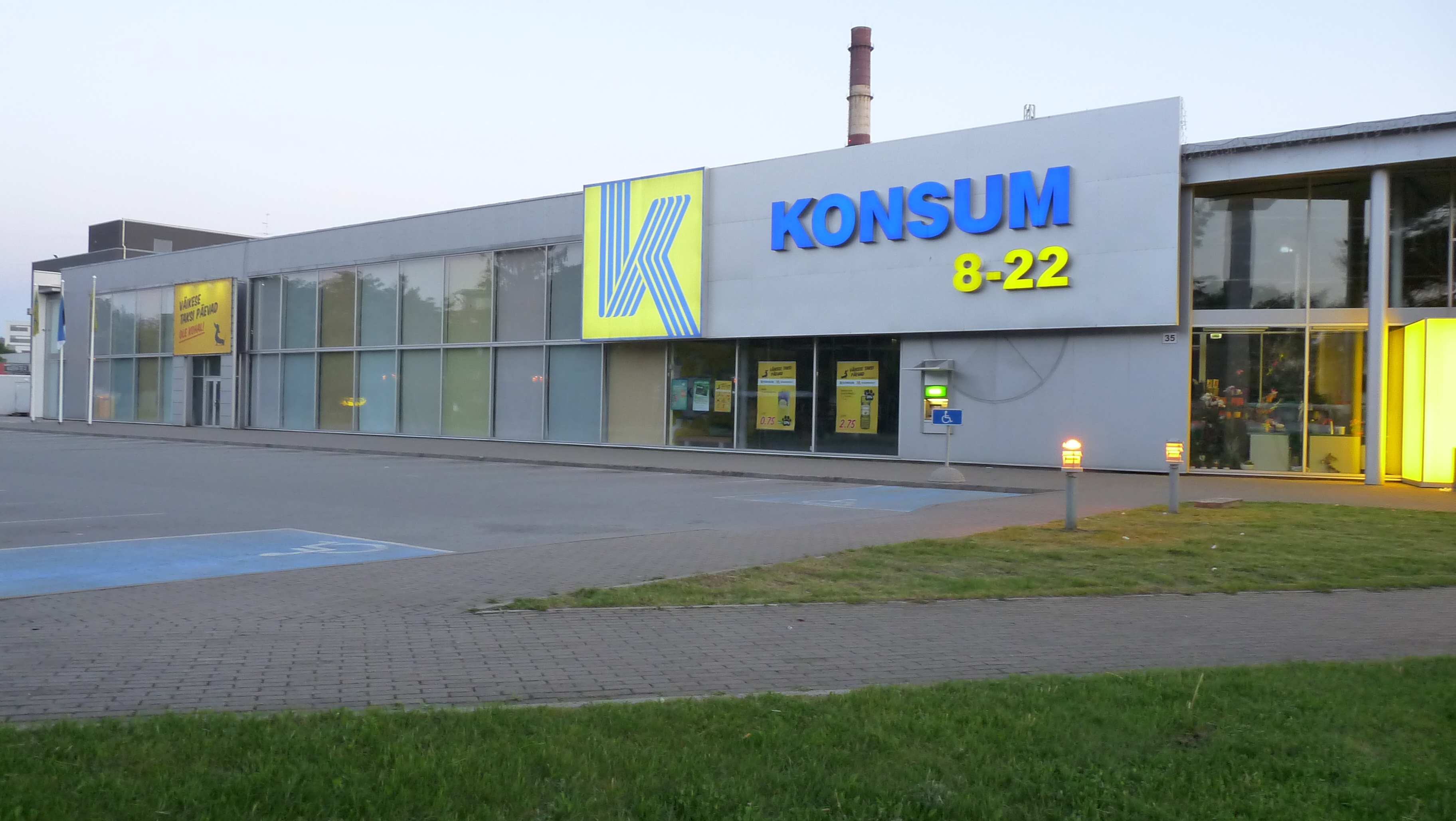
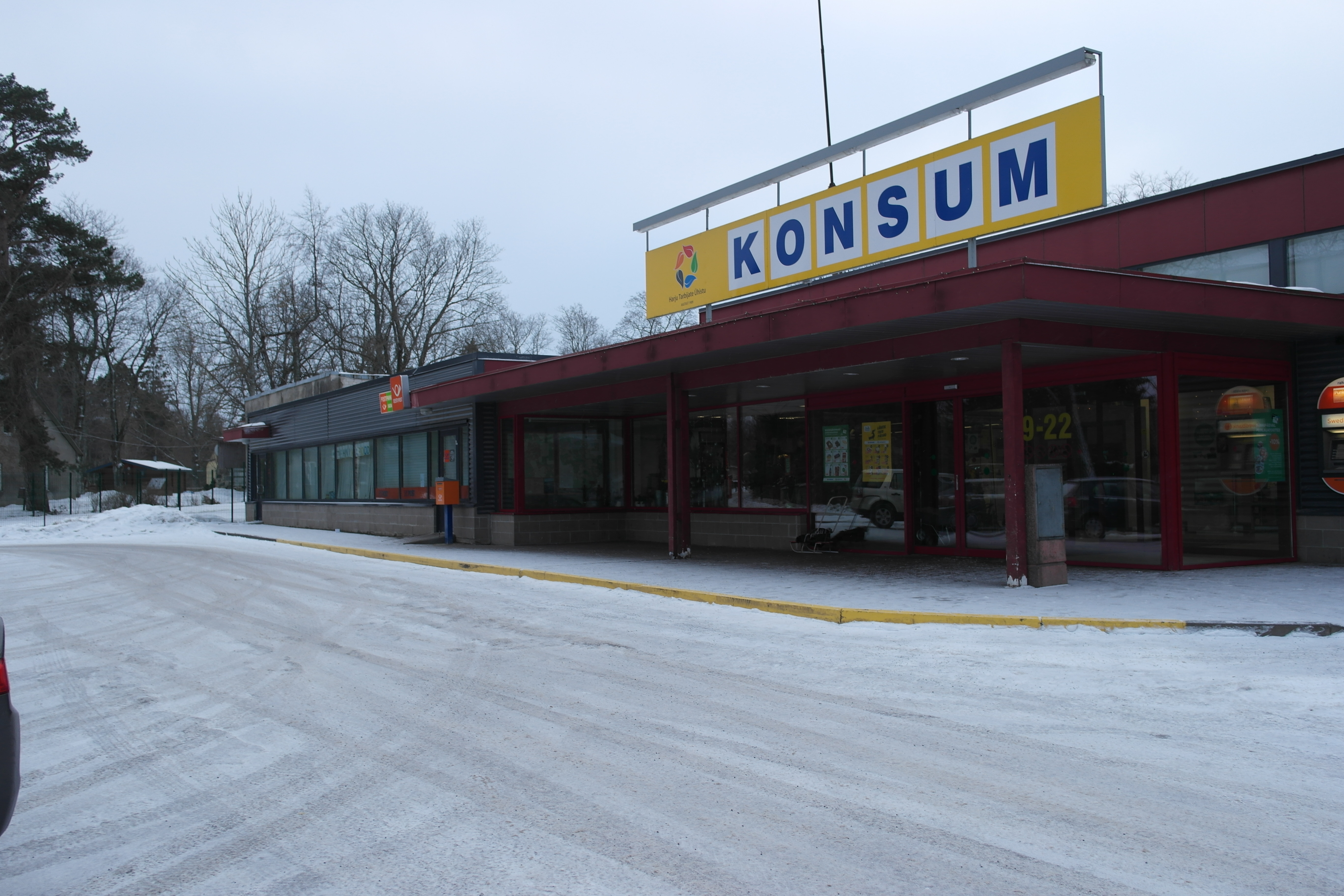
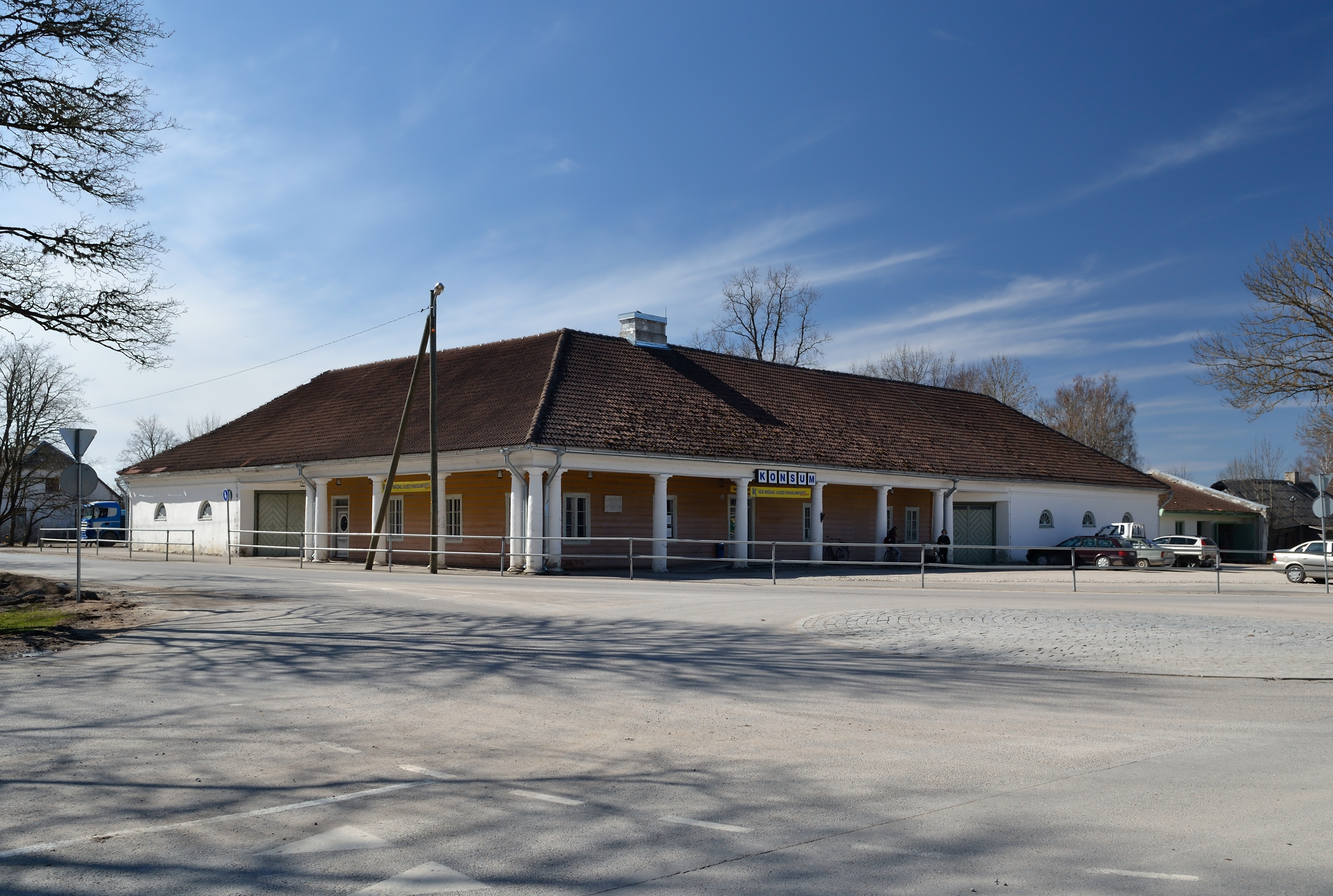
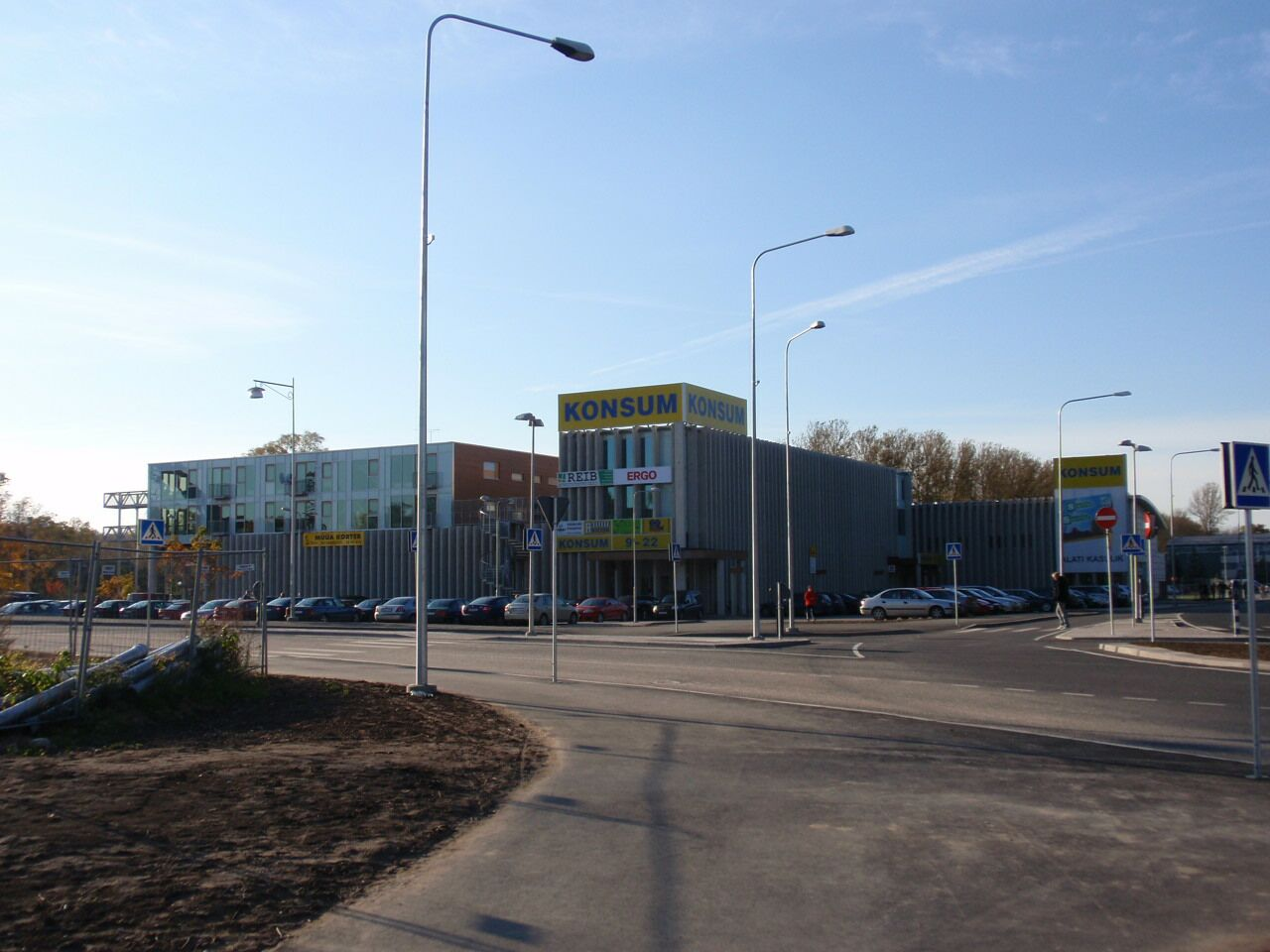
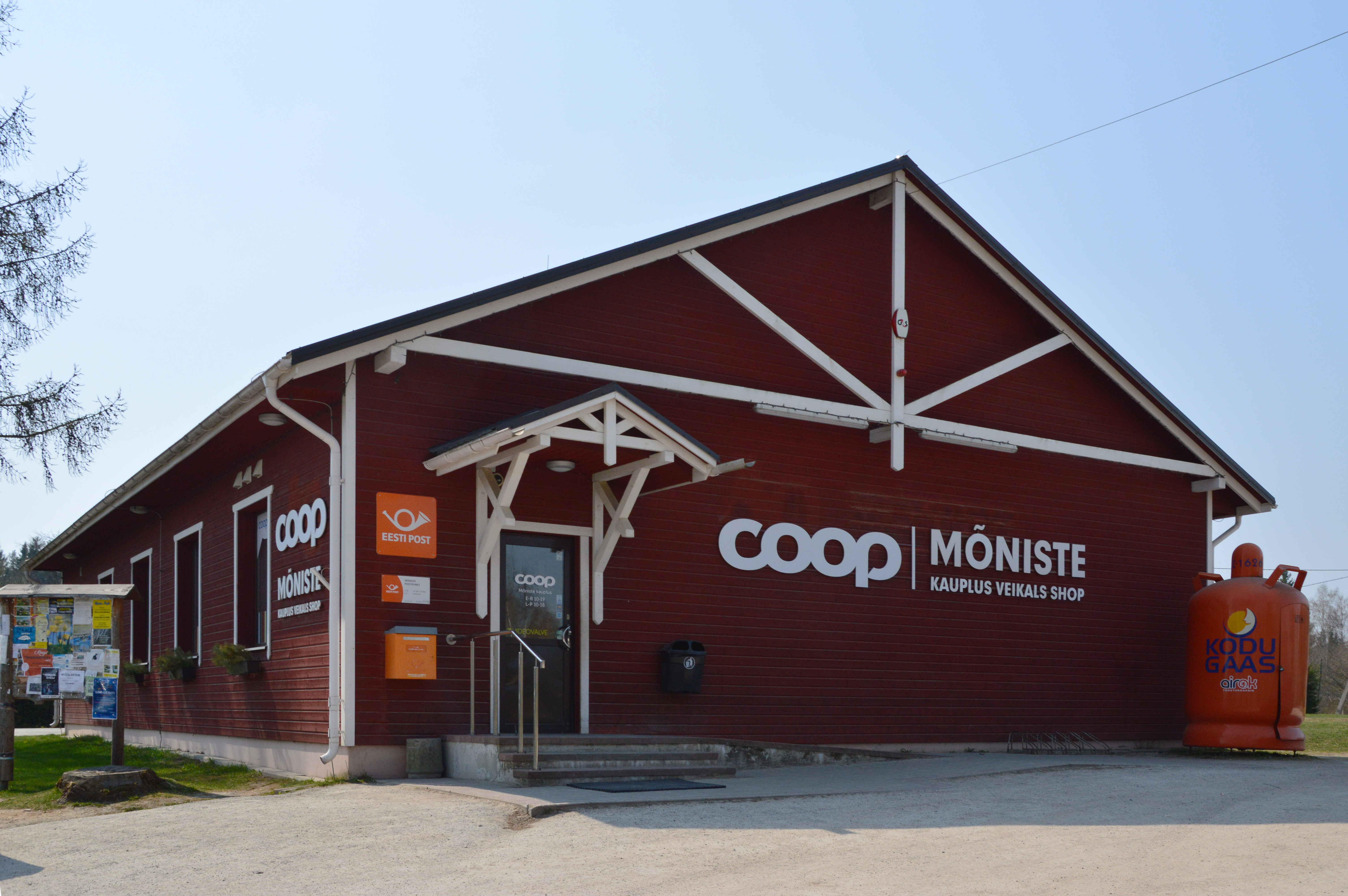
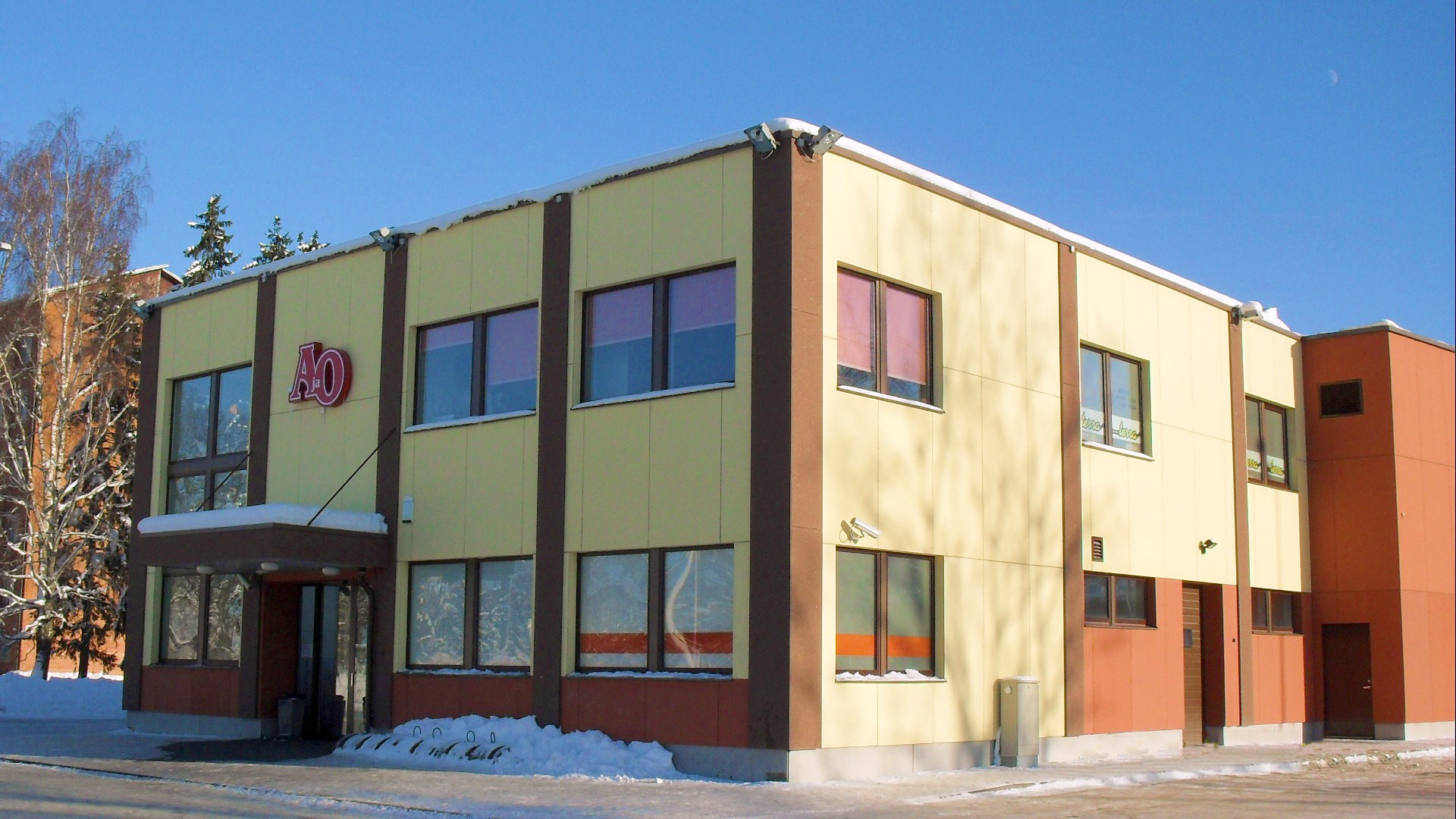